# Chann McRae
William Chann McRae, nacido el 11 de octubre del 1971 en Albany es un ex ciclista estadounidense que fue profesional entre 1996 y 2003. Tras su retirada como profesional se convirtió en director deportivo de equipos como el Garmin-Sharp.

## Palmarés
1997
- Corestates Invitational

1998
- 1 etapa de la Vuelta a la Baja Sajonia

2002
- Campeonato de Estados Unidos en Ruta

## Resultados en las grandes vueltas
| Carrera         | 1996  | 1997 | 1998 | 1999 | 2000 | 2001 | 2002 | 2003 |
| --------------- | ----- | ---- | ---- | ---- | ---- | ---- | ---- | ---- |
| Giro de Italia  | -     | -    | -    | 48.º | 17º  | -    | -    | -    |
| Tour de Francia | -     | -    | -    | -    | Ab.  | -    | -    | -    |
| Vuelta a España | 108.º | -    | -    | 19º  | -    | 96.º | -    | -    |
| Mundial en Ruta | -     | -    | -    | -    | -    | -    | -    | -    |